# Avenue Danielle-Casanova (Vitry-sur-Seine)
L'avenue Danielle-Casanova est une voie de communication de Vitry-sur-Seine dans le Val-de-Marne.

## Situation et accès
Cette avenue commence son tracé dans le centre historique de la ville et se termine au carrefour de la rue Gabriel-Péri (anciennement rue Faidherbe) et de la rue Ernest-Havet.
Elle est desservie par la gare de Vitry-sur-Seine.

## Origine du nom

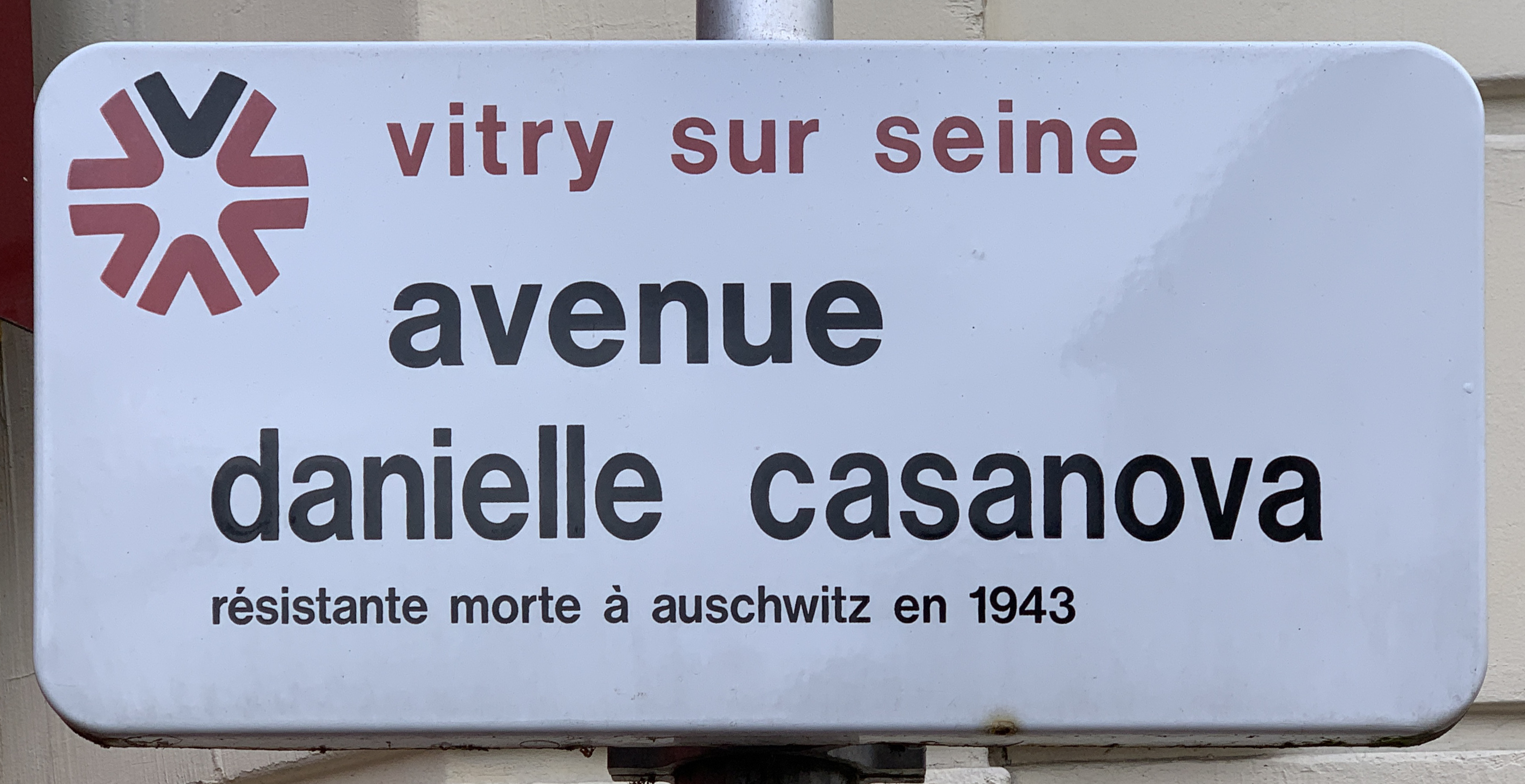
Plaque Avenue Danielle-Casanova.

Cette avenue tient son nom de Danielle Casanova, morte en déportation en 1943.

## Historique
Cette artère s'est appelée avenue Dubois, du nom du comte Louis Nicolas Dubois, préfet de police de Napoléon Ier, et propriétaire du château de 1801 à 1847.

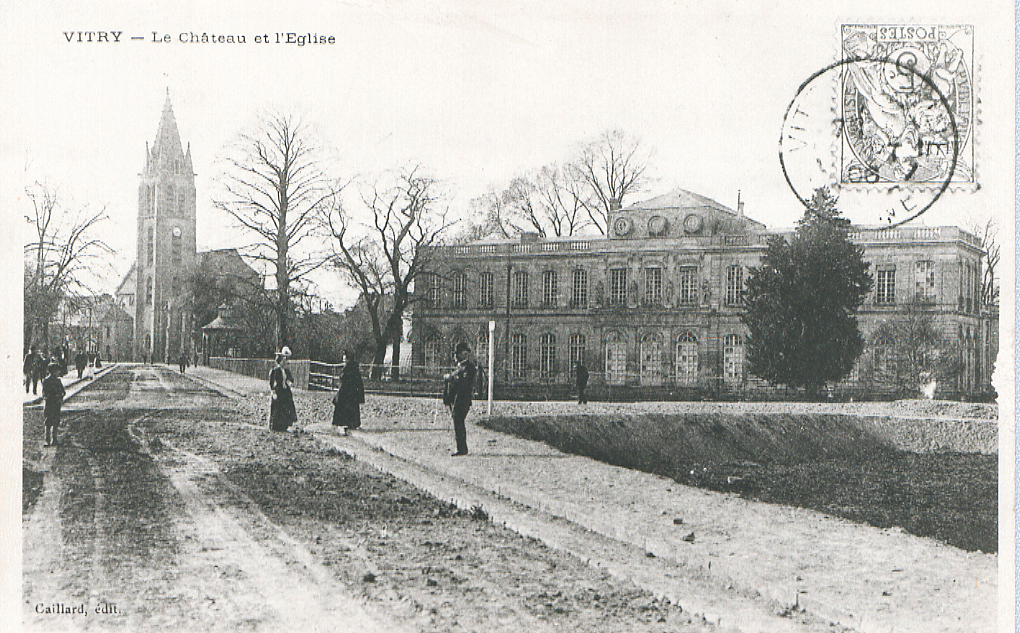
L'ancien château, vers 1900[3].
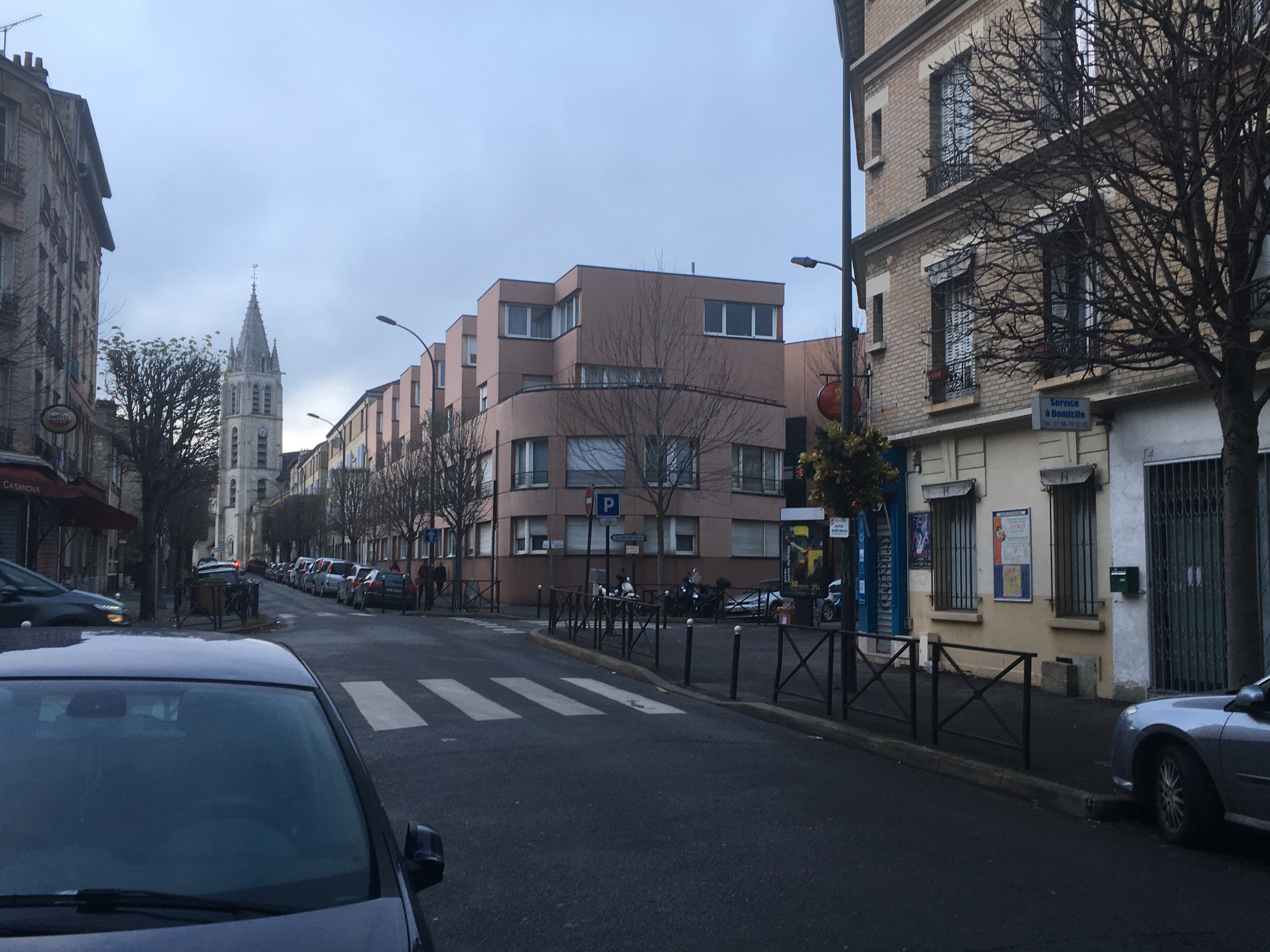
L'avenue en 2018

## Bâtiments remarquables et lieux de mémoire
- Emplacement de l'ancien château de Vitry-sur-Seine.
- Église Saint-Germain de Vitry-sur-Seine, datant du XIIe siècle.
- Sculpture L'Oracle de Delphes, Irmgard Sigg (1989)[4].